# John Hasted
Pour les articles homonymes, voir Hasted.
John Barrett Hasted (17 février 1921-4 mai 2002) est physicien et musicien folk britannique.

## Biographie
Né à Woodbridge dans le Suffolk, il fréquente le Winchester College où il gagne une bourse pour la chorale du New College de l'Université d'Oxford. C'est là qui'il étudie la chimie et ensuite la physique atomique.
De 1968 à sa retraite, il est à la tête du département de physique expérimentale du Birkbeck College de Londres. Il est l'auteur de Physics of Atomic Collissions (1964), Aqueous Dielectrics (1973), The Metal Benders (1981) et son autobiographie Alternative Memoirs (1992).
Il était aussi un chanteur folk actif.